# Карл Юхан Андерсон
Карл Юхан Андерсон (на шведски: Karl Johan Andersson; на английски: Charles John Andersson) е шведски изследовател на Южна Африка, ловец, търговец, любител естественик и орнитолог.

## Биография

### Младежки години (1827 – 1849)
Роден е на 4 март 1827 година във Вермланд, Швеция, като незаконно дете на английски ловец и шведска служителка в английска компания. Израства в Швеция и още от малък придружава баща си в неговите ловни експедиция, опознава шведската природа и започва събирането на биологични образци. През 1847 записва висше образование в Университета в Лунд, но през 1849 го напуска и заминава за Лондон, за да събере пари за пътуванията си по света.

### Експедиционна дейност (1850 – 1861)
През 1850 – 1851 година, заедно с английския психолог и антрополог Френсис Галтън, извършва експедиция в Намибия с цел достигане до езерото Нгами.
През септември 1850 от Китовия залив (22º 50` ю.ш., на югозападното крайбрежие на Африка) двамата се изкачват по долината на река Свакоп до основаната през 1848 немска протестантска мисия Отджимбингве в средното течение на реката. На северозапад от мисията изследват планината Еронго (2350 м). В северната част на платото Дамараленд (Damaraland) изследват планината Оматако (2086 м). Оттам двамата изследователи продължават на север и северозапад и на север от планината, в подножието на безводното карстово плато Отави, откриват солената падина Етоша (19°00′ ю. ш. 16°30′ и. д. / 19° ю. ш. 16.5° и. д., 4000 км2), превръщаща се по време на обилни валежи в голям плитък водоем. На север от нея първи посещават областта Овамболенд. На обратния път двамата проследяват и изследват сухата долина Оматако. След посещението на Овамболенд пътешествениците се опитват да осъществят своя първоначален замисъл – да проникнат към езерото Нгами, но претърпяват неуспех поради пълната невъзможност да си доставят питейна вода, поради голямата суша в района и пресъхването на кладенците.
В началото на декември 1851 година се завръщат в Китовия залив, откъдето Галтън след един месец заминава за Европа, а Андерсон започва да се готви за нов опит за достигане до езерото. Въпреки привидния неуспех на експедицията са извършени множество маршрутни топографски снимки, определени са астрономически координатите на няколко пункта, измерени са надморски височини, събрани са обилни естественоисторически и етнографски материали, които допринасят за опознаването на неизвестния дотогава район.
През 1852 пресича пустинята Голяма Намаква от север на юг по долината на река Грейт Фиш (Голяма Рибна река).
През 1853 от Китовия залив тръгва на изток и достига до езерото Нгами. Съставя му първата карта, изследва долното течение на река Таохе (най-големия ръкав от делтата на река Окаванго), вливаща се в него от северозапад и събира богати зооложки колекции.
През 1855 се завръща за кратко в Лондон, където публикува първата от множеството си книги „Езерото Нгами“ (в два тома) и през същата година отново се завръща в Намибия и е назначен за управител на мините, но скоро напуска поста си и отново поема на експедиции.
През 1858 тръгва на север-северозапад от средното течение на река Свакоп (мисията Отджимбингве). Движи се през западната част на платото Дамараленд и пръв от европейците достига до 19º ю.ш. в полупустинното плато Каоко (1638 м), но отново поради отсъствие на питейна вода е принуден да се върне.
През януари 1859 отново от мисията Отджимбингве се отправя на североизток и през март достига до средното течение на река Окаванго. На брега на реката Андерсон и голяма част от неговите спътници-африканци заболяват от жълта треска и се задържат там до настъпването на сухия сезон, като се оказват отрязани от света поради пълното безводие. През 1861 в Лондон излиза от печат книгата му „Река Окаванго“.

### Следващи години (1862 – 1867)
След завръщането си от последната експедиция се жени в Кейптаун и се установява в селището Отджимбингве. Основното му занятие е лова, чрез приходите от който успява да издаде няколко книги.
През 1867 предприема последната си експедиция с цел подобряване на комуникацията и търговията между Намибия и Ангола, но на връщане на 9 юли умира. Погребан е в Намибия.

## Публикации
- Lake Ngami, London, 1855;
- The Okavango River, London, 1861.